# يحيى بن محمود الواسطي

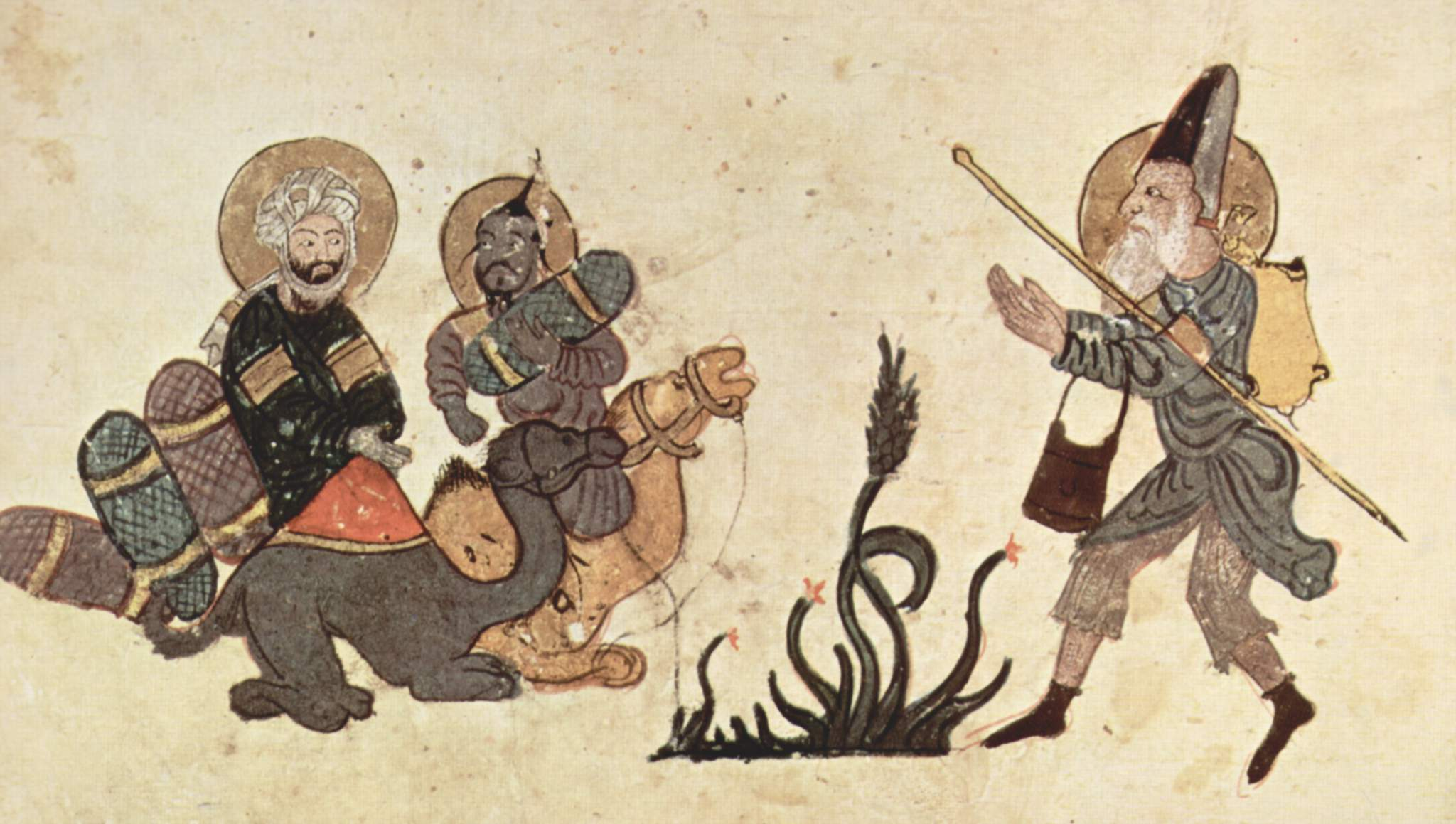
أبو زيد يفارق الحارث خلال رحلة الحج (المقامة 31) - إحدى صور الواسطي التي زين بها مقامات الحريري نسخة من الربع الثاني من القرن الثالث عشر الميلادي، المكتبة الوطنية بباريس.

يحيى بن محمود الواسطي (من القرن الثالث عشر الميلادي) رسام وخطاط عربي مسلم، اشتهر بفن المنمنمات الإسلامية، ويُعد أحد أهم مؤسسي مدرسة بغداد للتصوير، وأشهر الرسامين العرب والمسلمين في أواخر العصر العباسي[بحاجة لمصدر] ولد في مدينة واسط في وسط العراق بداية القرن الثالث عشر الميلادي، خطَّ نسخة عام 1237م من مقامات الحريري وزينها بمائة منمنمة من رسومه تعبر عن الخمسين مقامة (قصة)، وكان عمله هذا أول عمل في التصوير العربي يُعرف اسم من صنعه.
والكتاب محفوظ في المكتبة الوطنية بباريس (تحت رقم 5847 عربي).
وتوجد نسخة أخرى من مقامات الحريري مزينة برسوم الواسطي في مكتبة سانت بطرسبرگ بروسيا، إلا أنها وقعت فريسة الإهمال.
وزوق أكثر من نسخة من مقامات الحريري وغيرها من امهات الكتب العربية، ويعتبر مؤسس مدرسة بغداد للـ منمنمات ويبرز كأستاذ فن شخصي بدلا من أن يخضع إلى القواعد والاصول الفنية التقليدية، وكان مثقف واسع الاطلاع وترجم الصور الذهنية إلى واقع، عاصر جيلا من مفكري بلاد الرافدين أمثال المؤرخ ابن الأثير الجزري والعالم ابن الرزار الجزري، والجغرافي ياقوت الحموي، وغيرهم.. أقام معارض في مكتبات المدرسة المستنصرية ببغداد واقتنيت له أعمال فنية (مخطوطات) في الأندلس والمغرب العربي خصوصا من قبل ملوك الموحدين في مراكش.
وكان الواسطي يستعمل الحبر الأسود ويخلطه ببقايا حرق ألياف الكافور ويمزجها بزيت الخردل وبعض الألوان الأخرى التي كان يقوم بتحضيرها بنفسه. ويعتبر الواسطي من أوائل فناني مدرسة بغداد للتصوير.

## معرض الصور

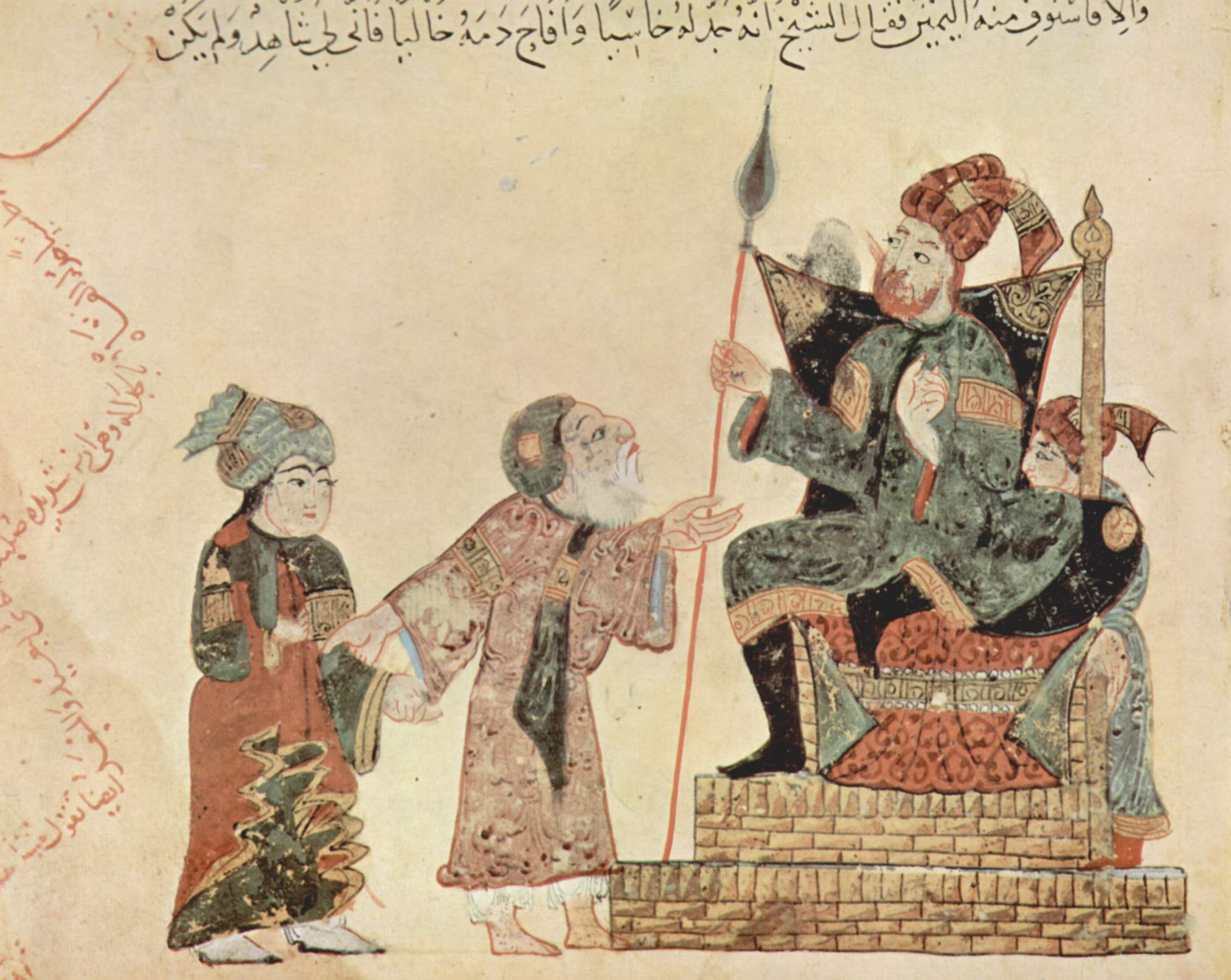
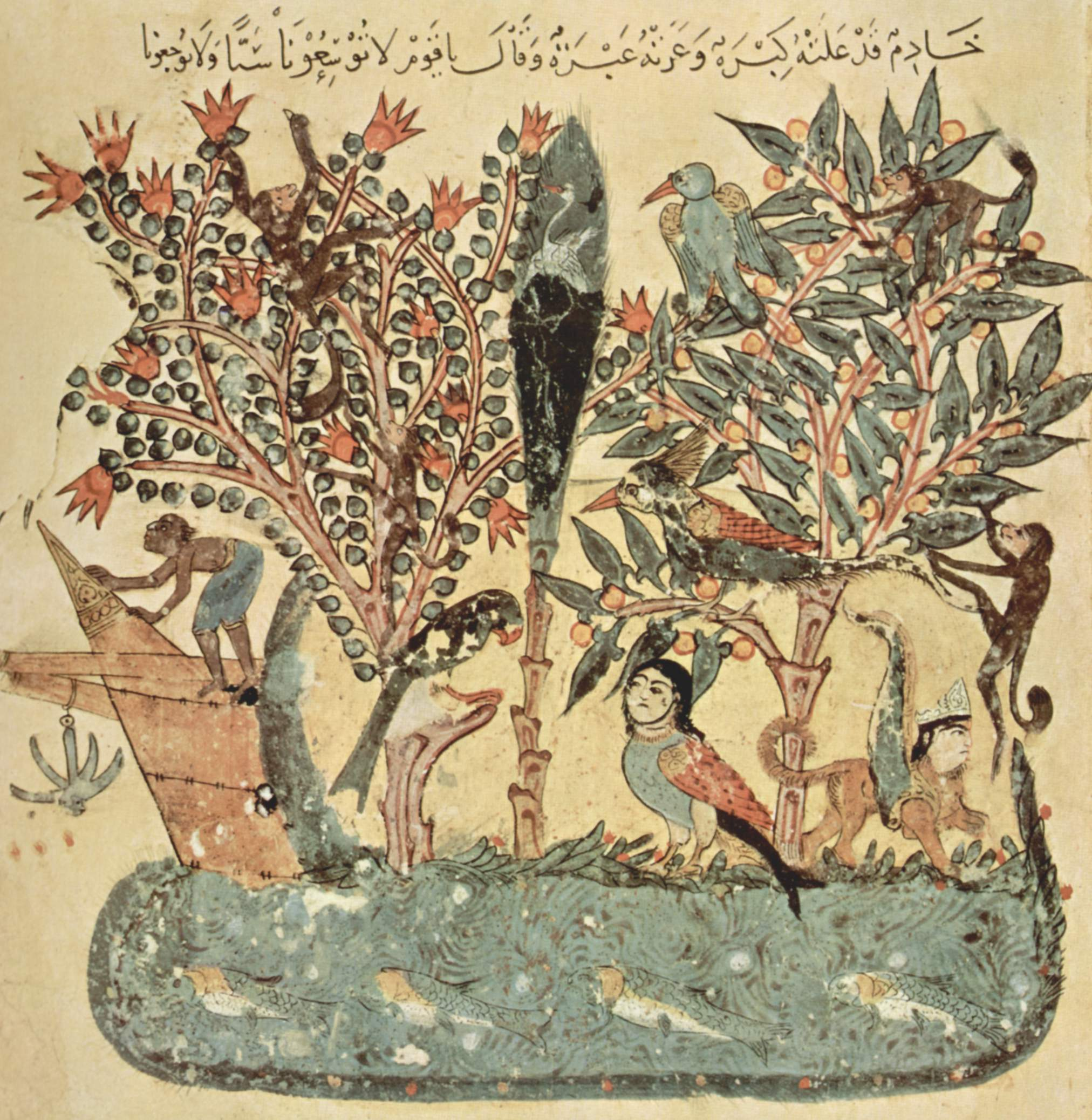
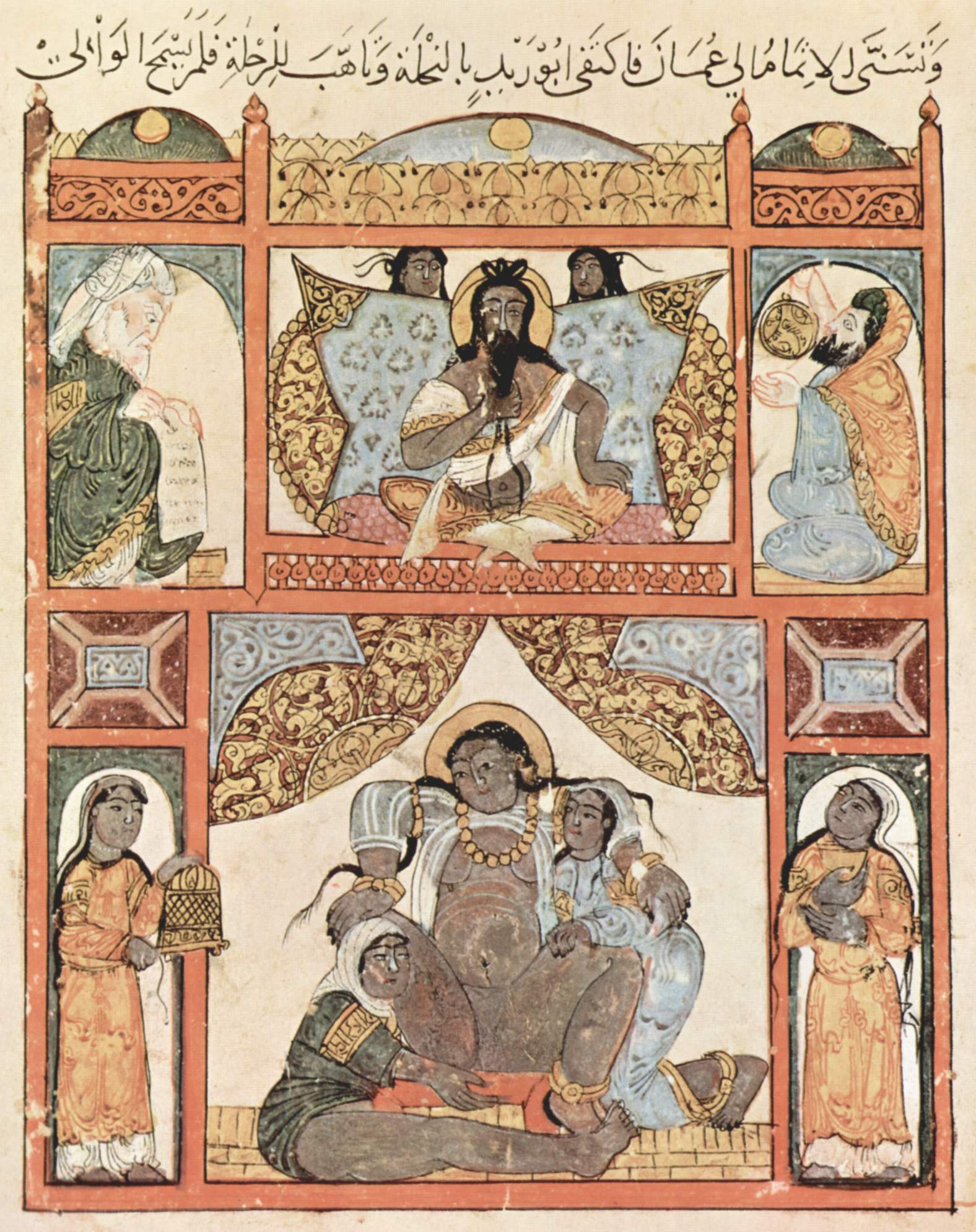
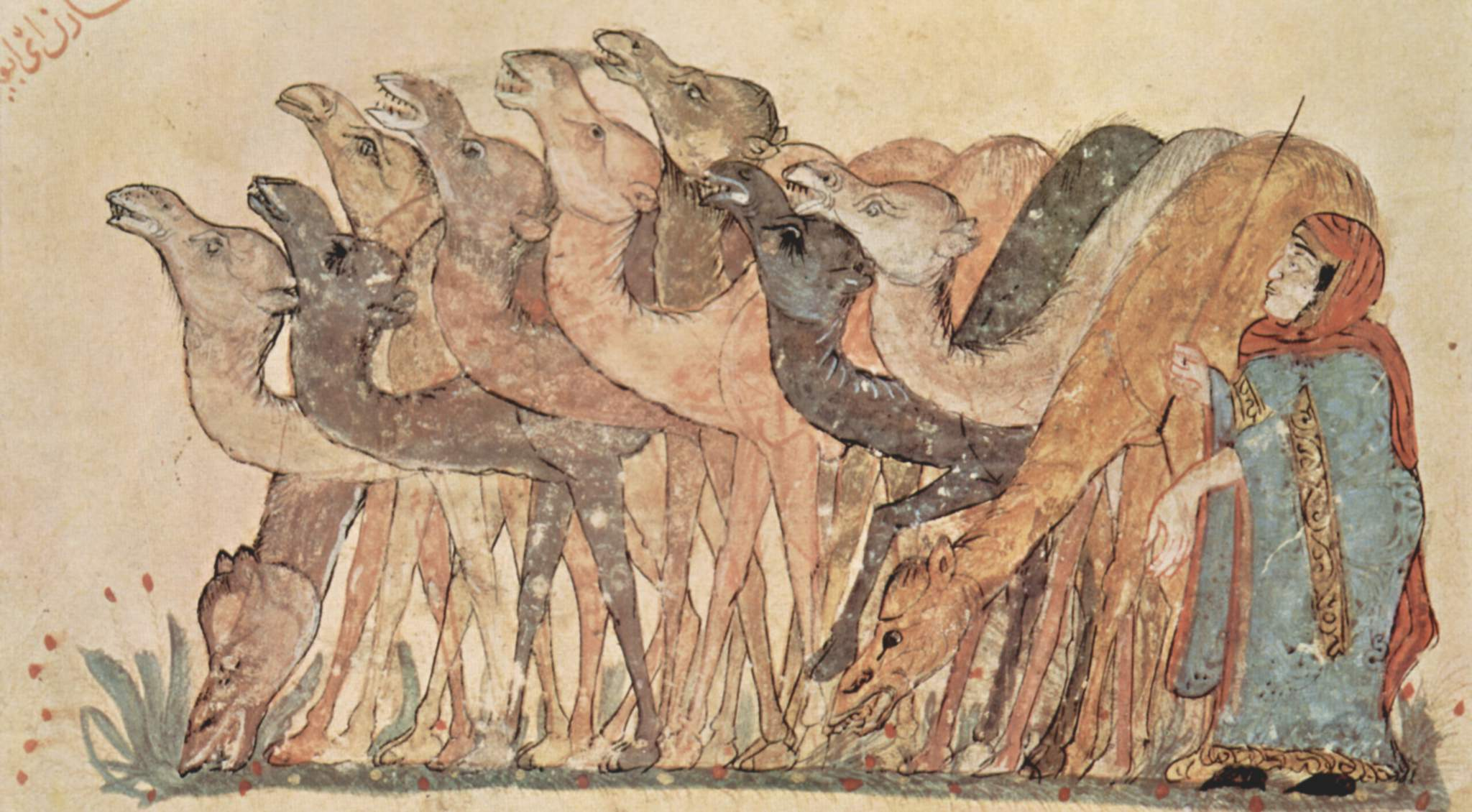
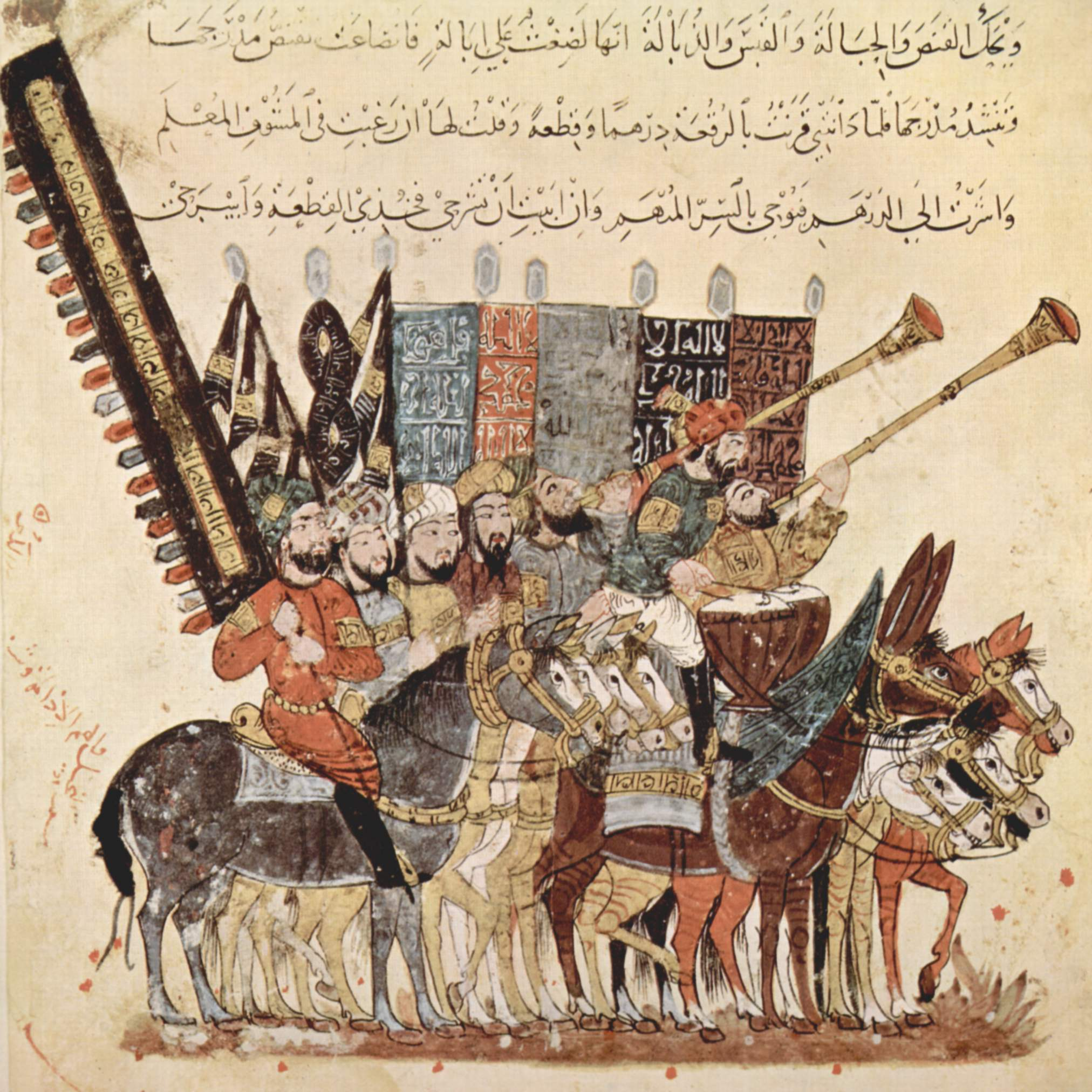
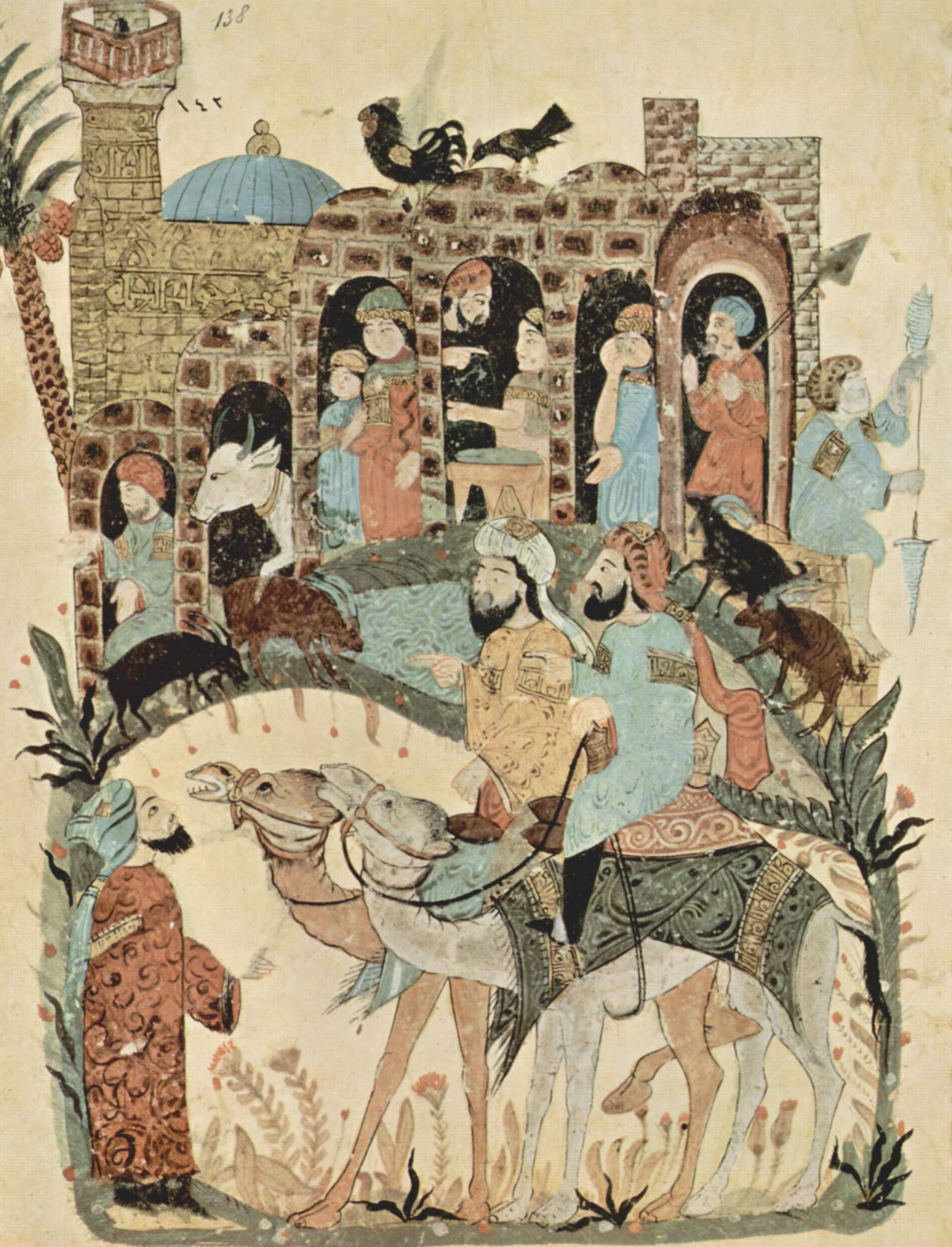
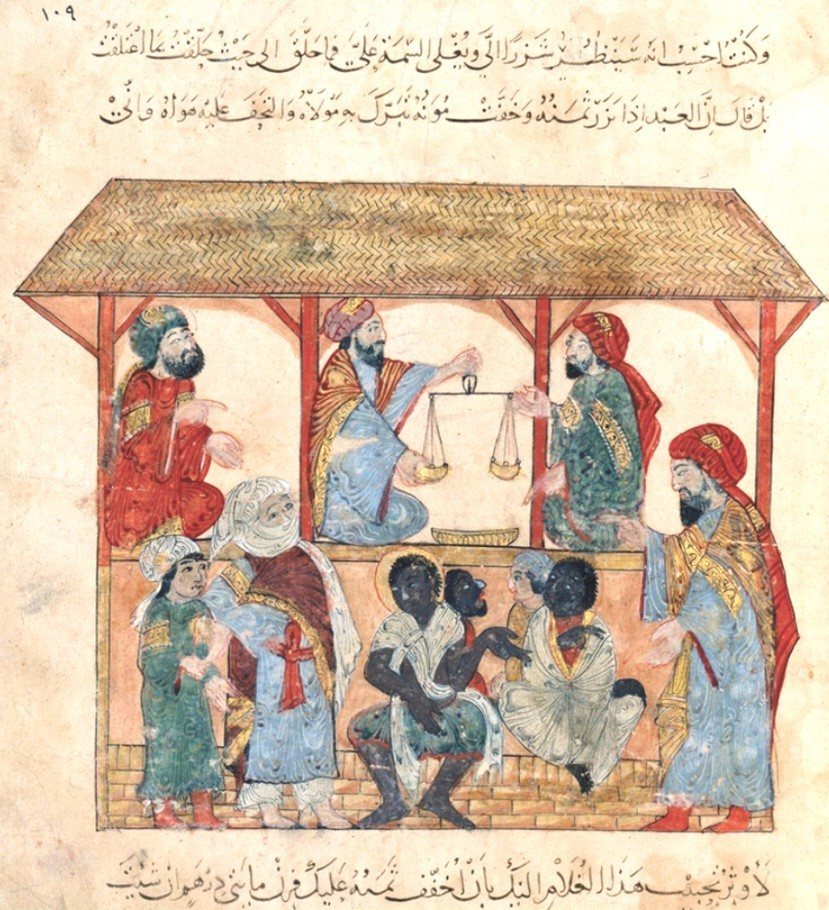
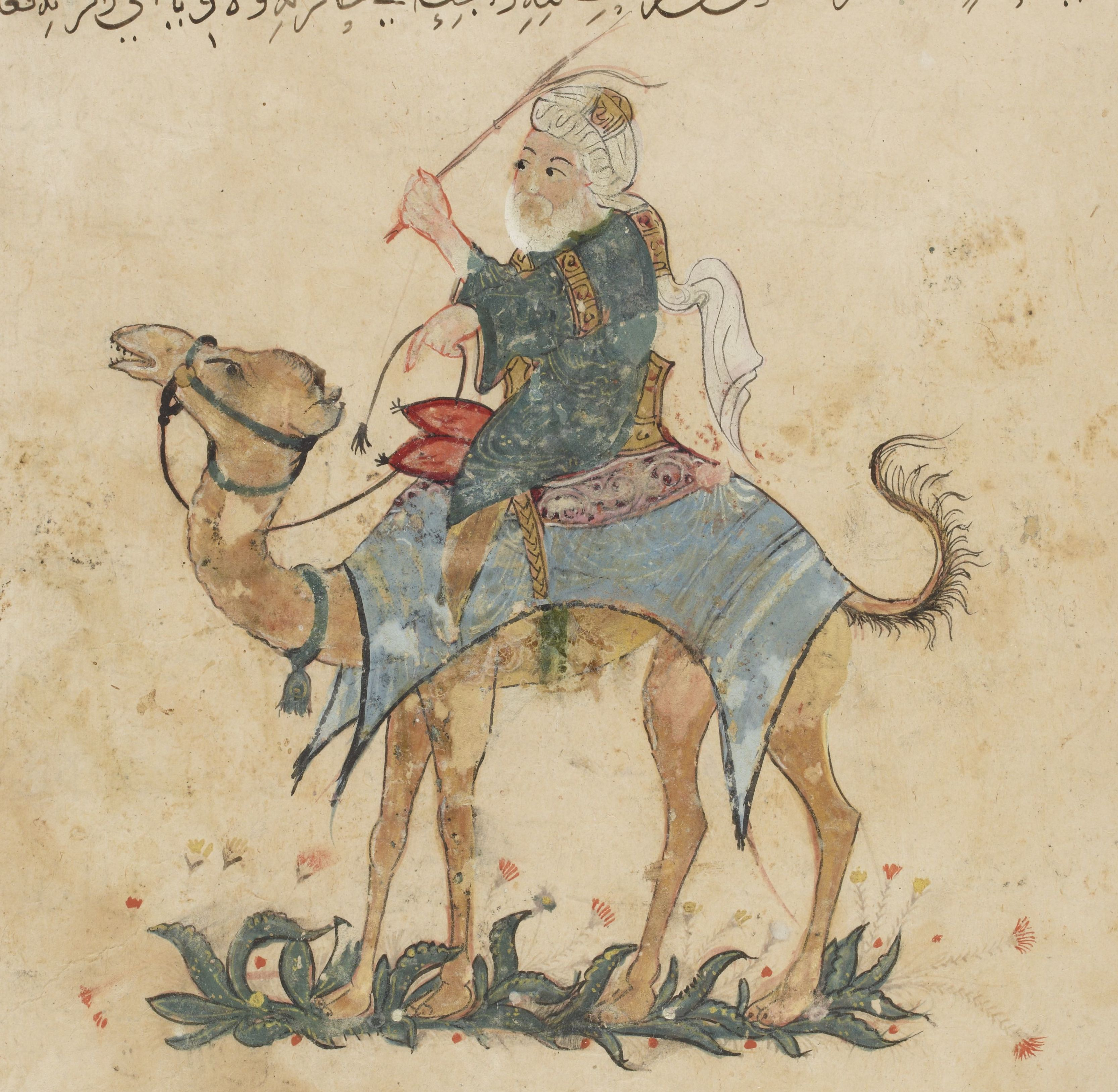
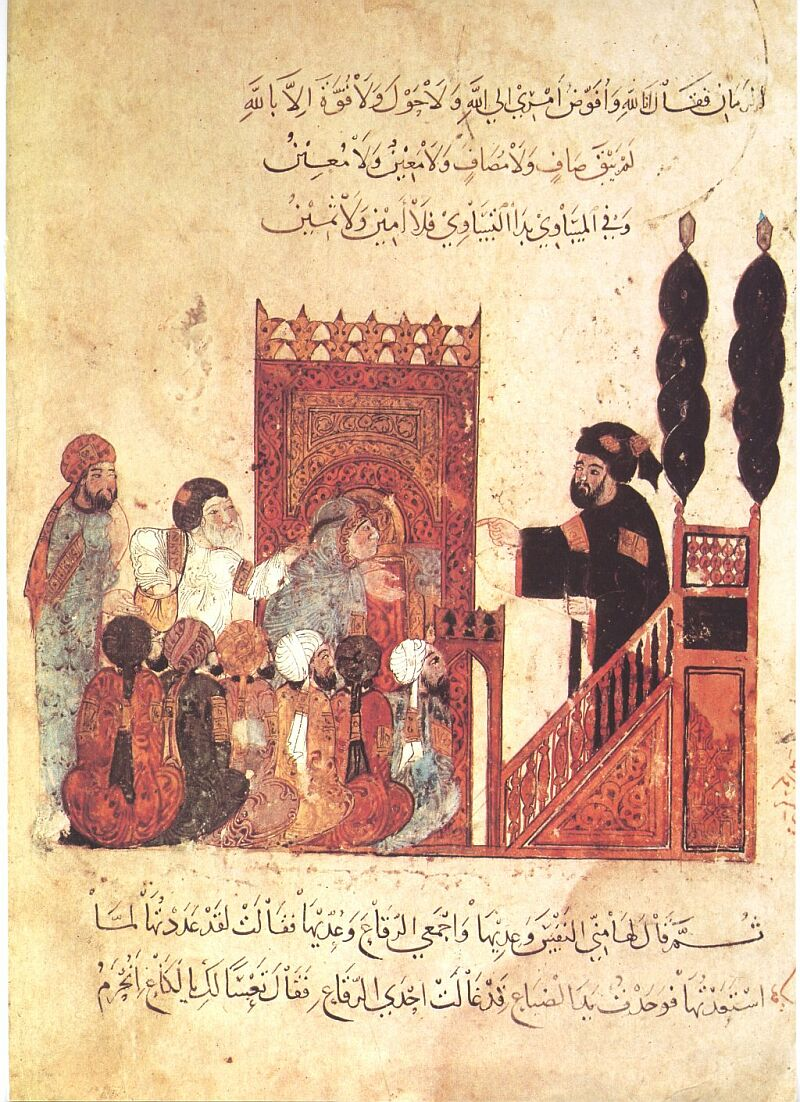